# Burak Deniz
Burak Deniz est un acteur de télévision turque. 
Il est né le 17 février 1991 à Istanbul, en Turquie, et est diplômé de l'Université de Çanakkale, en histoire de l'art.
Il se fait connaître par ses interprétations dans des séries télévisées, dans les années 2010, et reçoit en 2017 le prix du meilleur acteur de télévision décerné par l'université Adnan Menderes (université d'Aydın).

## Filmographie
Sélection , :
| Titre                                                            | rôle   | année       |
| ---------------------------------------------------------------- | ------ | ----------- |
| Bambaşka Biri (Une autre personne) (série télévisée)             | Doğan  | 2023 - 2024 |
| Şahmaran (série TV)                                              | Maran  | 2023        |
| Les anges ignorants - (série TV)                                 | Asaf   | 2022        |
| Arada (Film)                                                     | Ozan   | 2018,       |
| Bizim Hikaye (Notre histoire) (série TV)                         | Bariş  | 2017 - 2019 |
| Ask Laftan Anlamaz (L'amour ne comprend pas les mots) (série TV) | Murat  | 2016 - 2017 |
| Gecenin Kraliçesi (La reine de la nuit )(série TV)               | Mert   | 2016        |
| Tatli Küçük Yalancilar ( Jolies Petites Menteuses ) (série TV)   | Toprak | 2015        |
| Medcezir (Les marées) (série TV)                                 | Aras   | 2013 - 2015 |
| Kaçak (Fuite) (série TV)                                         | Burak  | 2013        |
| Sultan (série TV)                                                | Tarik  | 2011        |
| Kolej Günlüğü (Journal du collège) (série TV)                    | Onur   | 2011        |

Yarım Kalan Aşklar
(Amours inachevés)(série TV) Ozan/Mehmet kadir Bilmez 2020
Maraşlı ( sur Nom )(série TV)Celal kün/Mehmet Ince/Maraşlı 2021
Kül (Largué)(Film)Semih 2022
Bir gece masali (conte d'une nuit)(série TV)
Mahir Yilmaz 
3 septembre 2024-